# 阿里薩比地區
阿里薩比州是非洲東部國家吉布提的一個州，首府阿里薩比耶，北接阿爾塔州，東毗索馬里（索馬利蘭實際控制），南鄰埃塞俄比亞，西鄰迪基爾州，2021人口99,916人，其中37,033名居民是遊牧民族。